# Tragelaphus scriptus
El bushbuck septentrional, antílope jeroglífico o bosbok (Tragelaphus scriptus) es una especie de mamífero artiodáctilo de la subfamilia Bovinae. Es un antílope africano que puebla las selvas del África subsahariana. El macho posee un peculiar pelaje castaño que combina líneas y motas blancas.
Mide en promedio 1,35 m de longitud y 80 cm de altura y pesa entre 35 y 70 kg. Las hembras son más pequeñas. Los machos tienen cuernos curvados en un solo giro espiral y dispuestos en V, de 30 a 35 cm de largo.
Viven en bosques o también en sabanas muy arboladas. Tienen hábitos nocturnos, solitarios y estrictamente territoriales. Se alimentan de hojas, raíces y tallos tiernos.

## Taxonomía
Fue dividido en las siguientes subespecies, muchas de las cuales han sido consideradas como especie:
- T. s. scriptus Pallas, 1766;
- T. s. bor Heuglin, 1877;
- T. s. decula Rüppell, 1835;
- T. s. fasciatus Pocock, 1900;
- T. s. knutsoni Lönnberg, 1905;
- T. s. meneliki Neumann, 1902;
- T. s. ornatus Pocock, 1900;
- T. s. sylvaticus Sparrman, 1780.